# What's the New Mary Jane
Pistes inédites de Anthology 3
Not Guilty Step Inside Love/Los Paranoias
What's the New Mary Jane est une chanson d'avant-garde enregistrée par John Lennon, Yoko Ono et George Harrison (avec Mal Evans) lors des séances pour l'« Album blanc » mais restée dans les cartons jusqu'à son inclusion dans l'album Anthology 3 publié en 1996.

## Historique
Une démo acoustique de What's the New Mary Jane a été enregistrée fin mai 1968 au domaine de George Harrison à  Esher. Lennon la chante une octave plus haut que la version finale, avec des différences notables dans la structure et l'ordre de certaines paroles. On entend un autre membre des Beatles crier « What's the new Mary Jane? Oh, my goodness! » (« Quelle est la nouvelle Mary Jane? Oh, bonté! »), vers la fin de la démo. À 2:40, cette version est nettement plus courte que la version publiée officiellement. Cette maquette est remixée en stéréo par Giles Martin et publiée, le 9 novembre 2018, dans un disque bonus des éditions du cinquantenaire de la sortie de l'album The Beatles (mieux connu sous l'appellation de l'« Album blanc »).
La version finale de cette chanson a été enregistrée le 14 août 1968, durant les séances d'enregistrement de l'« Album blanc », avec John Lennon et George Harrison étant les seuls membres du groupe à jouer sur la pièce. Quatre prises sont enregistrées, la dernière étant considérée la meilleure. Elle a ensuite été mixée en mono, le 26 septembre avec Glass Onion, Happiness Is a Warm Gun et I Will et ensuite en stéréo, le 14 octobre, avant d'être ajoutée à la liste de présélection pour le nouvel album. Cependant, au cours de l'étape finale du mixage, elle a été abandonnée en raison des contraintes de temps, ramenant l'album à 30 chansons.
Lors d'une entrevue, Lennon a commenté What's the New Mary Jane en disant, « C'était moi, Yoko et George assis sur le sol aux studios EMI, on s'amusait. Très bon, hein? ». Lors d'une autre entrevue, cette fois avec le NME en 1969, Lennon a affirmé que Magic Alex, le directeur d'Apple Electronics, a participé à l'écriture de la chanson bien que ce crédit ait été retiré plus tard sans explication[réf. nécessaire]. Des rumeurs non fondées ont circulé à l'effet que Syd Barrett du groupe Pink Floyd aurait participé à cette chanson.

## La structure du morceau
La chanson a trois couplets et un refrain (« What a shame, Mary Jane had a pain at the party »), suivie, pour environ 3 minutes, de musique concrète. La piste se termine par un commentaire de Lennon : That’s it! Before we get taken away! (« Et voilà ! Avant qu'on se fasse embarquer ! »). Une partie du mot « away » est coupée.

## Parution
Après la sortie de l'album double, Lennon était toujours insistant sur le fait de publier la chanson. Le 26 novembre 1969, lui et sa femme, Yoko Ono, ont enregistré plus d'overdubs, avec l'idée qu'elle soit publiée en 45 tours par le Plastic Ono Band couplée à une autre chanson inhabituelle pour les Beatles, You Know My Name (Look Up the Number)  qui datait de 1967. À la demande des autres membres du groupe, le single n'a jamais été publié mais You Know My Name sera couplée au  45 tours Let It Be en 1970. Plusieurs années plus tard, What's the New Mary Jane a été pressentie pour être incluse dans l'album Sessions en 1985, mais la sortie de cet album de raretés a été annulée à la suite des objections des Beatles toujours vivants. Avec le temps, cette chanson a gagné une certaine aura de mystère. Elle a été publiée sur des bootlegs comme Unsurpassed Demos, From Kinfauns to Chaos, Ultra Rare Trax Vol.5 et What a Shame, Mary Jane Had a Pain at the Party, un bootleg consacrée à la chanson ainsi qu'à d'autres extraits datant de la même période. Finalement, une version remixée de l'enregistrement a été officiellement publiée en 1996 sur la compilation Anthology 3.
Outre la version du disque des démos enregistrées à Esher, la prise 1 de la version studio peut être entendue sur le deuxième disque bonus de l'édition Super Deluxe de l'« Album blanc ».

## Personnel
John Lennon – chant, piano, tambourin, effets sonores

George Harrison – chant, guitare acoustique, percussions, effets sonores

Yoko Ono – chant, percussions, effets sonores

Mal Evans – cloches, effets sonores